# Texarkana, Arkansas
Texarkana är en stad (city) i Miller County, Arkansas, USA,  på gränsen till Texas där staden växer samman med staden Texarkana, Texas. Texarkana är administrativ huvudort (county seat) i Miller County. Namnet antyder även närheten till delstaten Louisiana - den punkt där de tre delstaterna möts ligger omkring 40 kilometer söderut.